# Gertrud Alfredsson
Gertrud Maria Alfredsson född 13 februari 1965, är en svensk målare, tecknare och gallerist, bosatt i Rögle. 
Gertrud Alfredsson är utbildad på Konstskolan Forum i Malmö 1982–1988. Hon har bland annat ställt ut på Malmö konstmuseum, Millesgården och Lunds Konsthall och har drivit flera utställningsprojekt och egna konstgallerier i Malmö och Ängelholm. 
Under 2008-2010 drev hon i samverkan med skulptören Lone Larsen den egna Rögle konsthall i en tidigare industrilokal i Rögle. Hon erhöll samma år Bildkonstnärsfondens tvååriga arbetsstipendium.
Utställningar i urval:
- Closet Gallery Museum Jag Stockholm 2012
- Konstföreningen Aura/ Krognoshuset i Lund 2011
- Galleri Rostrum Art After Work Malmö 2011
- Galleri Hjärne Helsingborg 2010
- Galleri J Falkenberg 2010
- Galleri Signal Malmö "Parallell Historia" Skånes Konstarenor 2009
- Broadway Gallery New York 2008
- Rögle Konsthall Rögle 2008
- Kulturmagasinet Sundsvall 2007.
- Marienlysts slott Helsingör Danmark 2007
- Galleri Rostrum Malmö 2005
- Vikingsbergs Konsthall Helsingborg 2005